# Dodge Avenger (2007)
Dodge Avenger – samochód osobowy klasy średniej produkowany pod amerykańską marką Dodge w latach 2007 – 2014.

## Historia i opis modelu

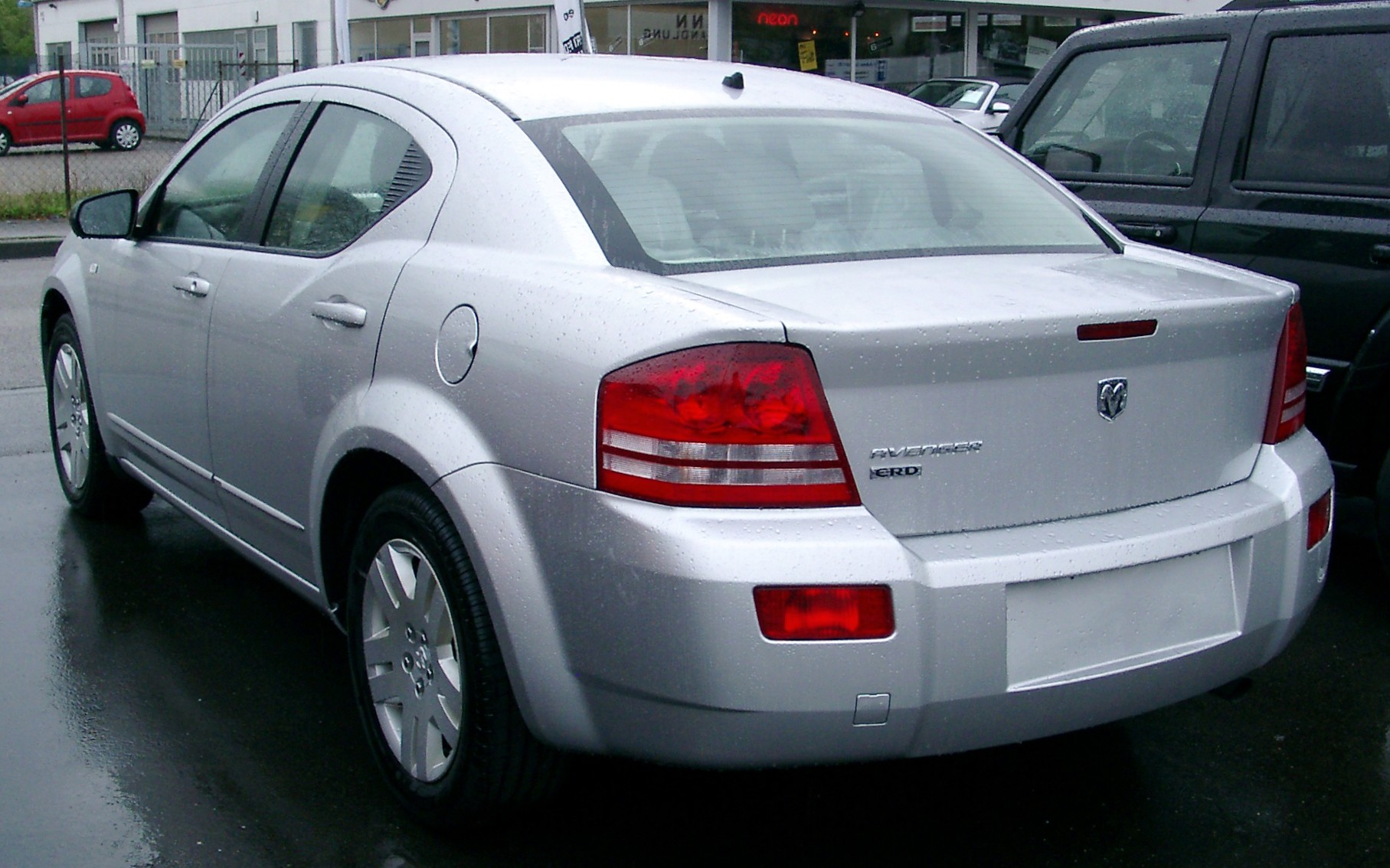
Dodge Avenger - tył

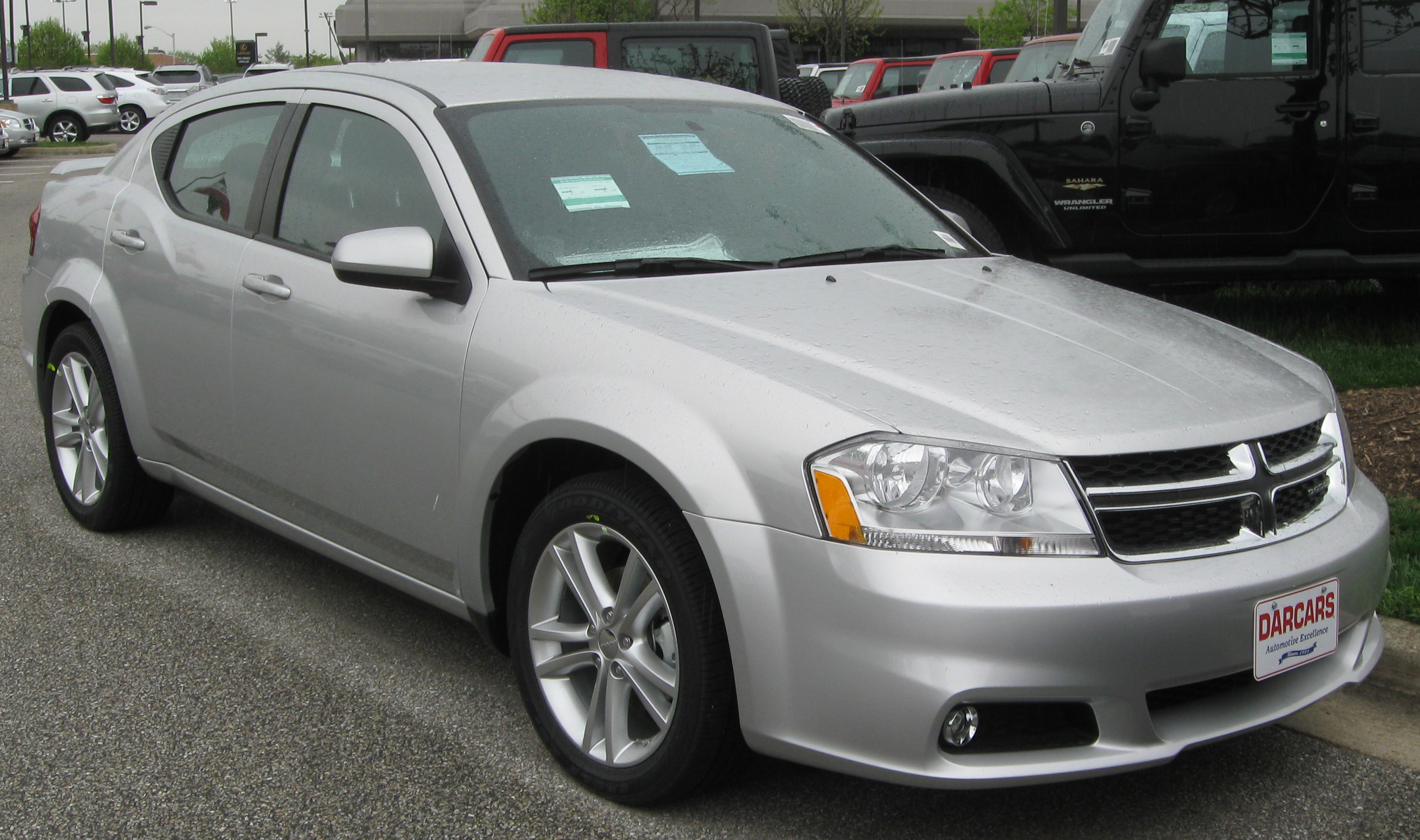
Dodge Avenger po liftingu

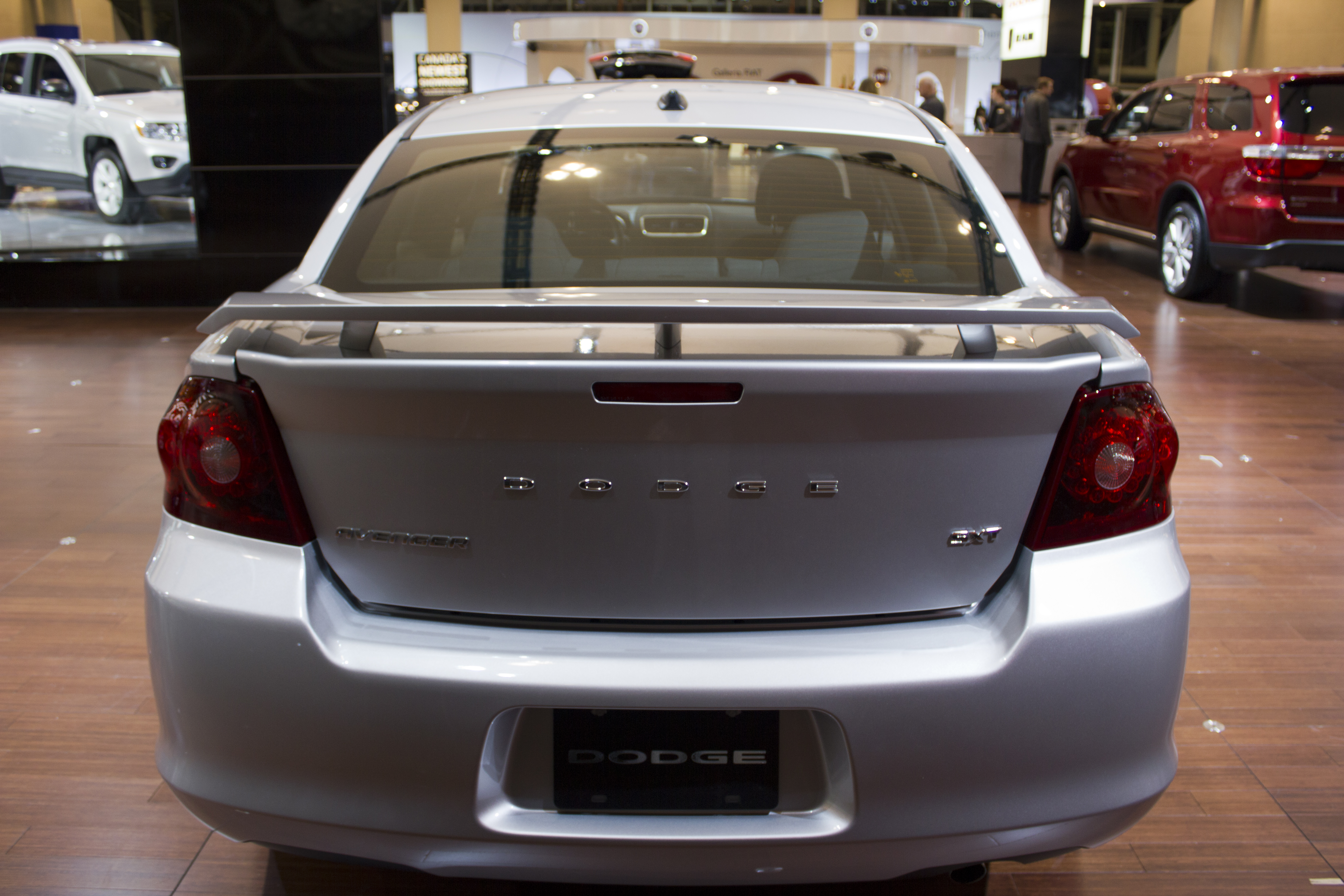
Dodge Avenger - tył po liftingu

W 2007 roku Dodge zdecydował się powrócić do stosowanej już w latach 70. i 90. XX wieku nazwy Avenger na rzecz nowego modelu klasy średniej zbudowanego na nowej platformie koncernu Chrysler JS-platform. W dotychczasowej ofercie marki Dodge Avenger zastąpił model Stratus, a w gamie Chryslera był bliźniaczą odmianą kolejnego wcielenia modelu Sebring. Samochód wyróżniał się charakterystycznym, wyraźnie zaakcentowanym przetłoczeniem na tylnych drzwiach, a także dużymi lampami i podłużną maską. Dodge Avenger był kolejnym, po hatchbacku Caliber i SUV-ie Nitro światowym modelem Dodge oferowanym poza Ameryce Północnej także w Europie i Australii.

### Lifting
W listopadzie 2010 roku Dodge przedstawił Avengera po gruntownej modernizacji. Samochód zyskał przestylizowany pas przedni, z innym kształtem zderzaku, a także nowym wzorem atrapy chłodnicy z ciemnym wypełnieniem i nowym logo marki. Pojawił się też inny kształt tylnych lamp, zmodyfikowane zderzaki oraz przemodelowana klapa bagażnika z dużym napisem Dodge. Ponadto, producent opracował zupełnie nowy projekt deski rozdzielczej. W związku z wycofaniem marki Dodge z europejskiego rynku samochód nie trafił do sprzedaży w Polsce.

### Koniec produkcji
Produkcja Avengera w amerykańskich zakładach Dodge'a, w ostatnich 4 latach przeznaczona tylko na północnoamerykański rynek, zakończyła pod koniec 2014 roku. Model nie otrzymał następcy, co oznaczało wycofanie się przez producenta z obecności w klasie średniej.

### Wersje wyposażeniowe
- SE
- SXT
- R/T

### Silniki
- R4 2.0 16V GEMA WORLD 156 KM
- R4 2.4 16V GEMA WORLD 175 KM
- V6 2.7 24V CHRYSLER EER 192 KM
- V6 3.5 24V CHRYSLER EGF 238 KM
- V6 3.6 24V CHRYSLER PENTASTAR 283 KM
- R4 2.0 16V CRD VOLKSWAGEN 140 KM